# Jean-Baptiste Cotelier
Jean-Baptiste Cotelier est un érudit et théologien français né à Nîmes en 1629, mort le 12 août 1686.

## Biographie
Il fut diplômé de théologie de la Sorbonne en 1647.
Il fut chargé, en 1667, par Colbert, de dresser, avec Ducange, le catalogue des manuscrits grecs de la Bibliothèque du roi et fut nommé en 1676 professeur de grec au Collège Royal. 

## Œuvres
On lui doit : 
- Homiliæ quatuor in Psalmos et interpretatio prophetiæ Danielis, græce et latine (Paris, 1661). Il attribua à St. Jean Chrysostome ces homélies inédites, ce que certains contestent.
- SS. Patrum qui temporibus apostolicis floruerunt, Barnabæ, Clementis, Hermæ, Ignatii, Polycarpi opera edita et non edita, vera et supposita, græce et latine, cum notis (Paris, 1672). C'est l'œuvre principale de Cotelier. L'œuvre des saints Pères qui ont fleuri aux temps apostoliques est une bibliothèque des écrits des Pères apostoliques qui n'ont pas été retenus dans le canon des Écritures. La majeure partie des exemplaires fut détruite dans un incendie au Collège Montaigu à Paris. Deux éditions révisées furent publiées par Leclerc (Clericus), l'une à Anvers (1698), l'autre à Amsterdam (1724). Réédition par Migne, P.G., I, II, V.
- Ecclesiæ Græcæ Monumenta, græce et latine (Paris, 1677, 1681, 1686), 3 volumes in-folio, recueils précieux par la rareté des pièces que l'on y trouve, dont plusieurs inédites, et par la parfaite exactitude de l'éditeur.

## Source
Cet article comprend des extraits du Dictionnaire Bouillet. Il est possible de supprimer cette indication, si le texte reflète le savoir actuel sur ce thème, si les sources sont citées, s'il satisfait aux exigences linguistiques actuelles et s'il ne contient pas de propos qui vont à l'encontre des règles de neutralité de Wikipédia.